# Fusion Records
Fusion Records is een Nederlands sublabel van Freaky Records dat vroeger voornamelijk hardtrance uitbracht maar tegenwoordig bijna alleen maar hardstyle. Na de 70ste vinylplaat besloot Fusion daarmee te stoppen en verder te gaan met digitale uitgaven.

## Artiesten
Huidig:
- Avana
- Deluzion
- Donkey Rollers
- DV8
- Faizar
- Helix
- Requiem
- Slim Shore
- The Pitcher
- Zany/Raoul van Grinsven[2]

Voorheen:
- B-Front (Actief, nu op Roughstate Music)
- Code Black (Actief, nu op WE R)
- Frequencerz (Actief, nu op Roughstate Music)
- Focuz (Actief, nu op WE R)
- Toneshifterz (Actief, nu op WE R)
- NitrouZ now Outbreak (Actief, nu op WE R)
- Noisecontrollers (Actief, nu op Art of Creation)
- Pavo (Actief, onbekend)
- Southstylers (Inactief project van Zany en Walt)
- Thyron (Weggegaan bij Fusion Records op 29 Januari 2015, door een intern conflict met The Pitcher en B-Front, getekend bij Gearbox Digital maar heeft het label verlaten in 2021 en is nu getekend bij Brennan Heart's I AM HARDSTYLE label sinds 2021)
- Kyara (Inactief, gestopt)
- Feliz (Inactief, werkt als advocaat sinds 2007)
- Titan (Inactief, gestopt)
- Walt (Actief, als Showtek)